# Paul (película)
Paul es una película de comedia y ciencia ficción estrenada en el año 2011, dirigida por Greg Mottola, escrita por Simon Pegg y Nick Frost —y a la vez interpretada por ellos— junto a Seth Rogen como la voz del alienígena Paul. La película incluye numerosas referencias hacia otras películas de ciencia ficción, especialmente de Steven Spielberg.

La historia sigue la aventura de dos nerds ingleses que viajan hasta la Convención Internacional de Cómics de San Diego, y que después deciden hacer un viaje por el Área 51. En su camino se encuentran con un pequeño alienígena llamado Paul, quien busca ayuda para escapar del Gobierno que quiere acabar con él y, también, para encontrar el camino de regreso a su hogar.

Paul es el primer guion que Simon Pegg escribe con su compañero -y habitual coprotagonista- Nick Frost.

## Argumento
Graeme Willy y Clive Gollings (Simon Pegg y Nick Frost, respectivamente) son dos geeks ingleses, amantes de los cómics y mejores amigos que viajan a Estados Unidos para asistir a la Convención Internacional de Cómics de San Diego, para luego realizar un viaje en una autocaravana para visitar todos los lugares en donde ha habido avistamientos extraterrestres. Por la noche, cuando viajan por la carretera, un auto a alta velocidad se estrella delante de ellos. Dentro de dicho auto se encuentran con un extraterrestre llamado Paul (Seth Rogen presta su voz); este alienígena está desesperado y necesita de su ayuda. Aunque sorprendido por la aparición de Paul, Graeme se compromete a ayudarlo a llegar a su destino; mientras que Clive no está del todo contento con la idea. Más tarde, Lorenzo Zoil (Jason Bateman), un agente del gobierno, llega al lugar donde Paul se estrelló y le informa a su superior, una misteriosa mujer. Zoil, moviliza a dos ineptos agentes del FBI, Haggard (Bill Hader) y O'Reilly (Joe Lo Truglio), para ayudar en su misión, sin decirles la naturaleza de su objetivo.

Graeme, Clive y Paul llegan a un parque -para descansar-, propiedad de Ruth Buggs (Kristen Wiig), una fanática religiosa, junto a su padre, el controlador Moses (John Carroll Lynch). Paul les revela que desde que fue capturado por el gobierno ha estado asesorando en todo tipo de logros científicos y sociológicos. Sin embargo, la utilidad del conocimiento de Paul se estaba agotando, por lo que sus captores tenían la intención de extirpar quirúrgicamente su cerebro  así aprovechar sus habilidades, como los poderes de sanación y transmisión de conocimiento. A la mañana siguiente, Paul intencionalmente se revela a Ruth, por lo que el trío se ve obligado a secuestrarla y a hacer una salida apresurada. Paul, entonces, rompe la fe de Ruth al compartir su conocimiento del universo a través de un vínculo telepático. En un primer momento fue horroroso, pero Ruth, de pronto, comienza a ansiar cometer pecados, algo en lo que su padre le había implantado miedo. Paul también cura su ojo izquierdo, en el cual había perdido la visión por completo a los cuatro años.

Eventualmente, Paul revela su intención de volver a ver a la chica cuyo perro mató al estrellarse con su nave en 1947, quien posteriormente también le salvó la vida. Cuando se encuentran, ya es una mujer mayor, llamada Tara Walton (Blythe Danner), que pasó toda su vida siendo ridiculizada por lo que ella aseguraba haber visto. Tara se alegra al saber que nunca estuvo loca, porque Paul sí existe. Cuando les está preparando algo de té, son sorprendido por Haggard y O'Reilly, quienes entraron por la ventana de la casa, y por Zoil, quien los esperaba fuera. A medida que la variopinta tripulación escapa, O'Reilly dispara, por lo que el gas (de la cocina) se enciende, haciendo que la casa explote. Zoil intenta seguirlos, pero Haggard logra tomar el auto primero. Sin embargo, debido a un error de juicio, Haggard termina cayendo en un puente, dejando solo en la persecución a Zoil. Éste le informa a su jefe que tendrá a Paul en una hora, pero la mujer, harta de tanto esperar, le informa a Zoil que ha ordenado una respuesta militar.

Cuando Paul, Graeme, Clive, Ruth y Tara llegan al lugar donde llegarán por Paul, mandan la señal y deciden esperar. Luego de unos minutos, misteriosas luces color naranja aparecen detrás de los árboles, haciendo que todos crean que es la nave en busca de Paul. Sin embargo, es el helicóptero del ejército, que también lleva a "el Gran Jefe" (Sigourney Weaver), la superior de Zoil. A medida que las tropas se movilizan para disparar a Paul, Zoil llega, y se revela que él era el contacto de Paul que buscaba ayudarlo a escapar. Zoil desarma a los hombres, pero recibe un disparo en el hombro. Tara noquea a "el Gran Jefe", y es entonces cuando Moses se presenta con una escopeta, pretendiendo matar a Paul, pero Graeme se interpone, por lo que muere. Paul lo cura, llevando sus poderes al extremo, por lo que podría morir. Luego de que Graeme vuelva a la vida, Paul se derrumba, agotado, al parecer muerto; sin embargo, luego de unos segundos Paul tose, aliviando a todos. Cuando "el Gran Jefe" está volviendo en sí, es aplastada por la nave alienígena que llega en busca de Paul. Comienzan a despedirse y Paul le informa a Tara que se irá con él a vivir una vida mejor, diciéndole adiós a todos, con la esperanza de encontrarse de nuevo algún día.

Dos años más tarde, Graeme, Clive, Ruth e incluso O'Reilly (que tiene una quemadura en la cara) se muestran de nuevo en la Convención Internacional de Cómics de San Diego. En ella, Graeme y Clive están promocionando Paul, su nueva novela de ciencia ficción.

## Reparto
- Simon Pegg como Graeme Willy.
- Nick Frost como Clive Gollings.
- Seth Rogen como Paul (voz).[2]
- Kristen Wiig como Ruth Buggs.
- Jason Bateman como Agente Especial Lorenzo Zoil.
- Bill Hader como Agente Haggard.
- Joe Lo Truglio[3] como Agente O'Reilly.
- Jane Lynch como Pat Stevenson.
- Sigourney Weaver[3] como la "Gran Jefa".
- Blythe Danner[3] como Tara Walton.
- Mia Stallard como Tara Walton (joven).
- John Carroll Lynch como Moses Buggs.
- David Koechner como Gus.
- Jesse Plemons como Jake.
- Jeffrey Tambor como Adam Shadowchild.
- Luke Jackson como Ford.
- Paula LaBaredas como la Princesa Leia.
- Justin Reed como Invitado de la Convención de Cómics.
- Brett Jones como Keith Nash.

## Producción

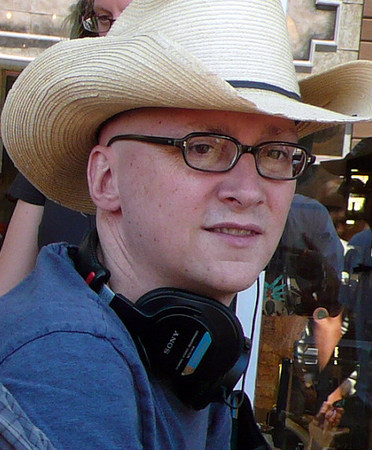
Greg Mottola en el plató de la película de 2010 Paul.

### Descubriendo a Paul

#### El mal tiempo inglés
El mal afamado tiempo inglés ha hecho numerosos estragos, desde arruinar comidas campestres hasta atrasar los planes de rodaje de muchas películas. Sin embargo, el mal tiempo es responsable, en parte, de la creación de la comedia Paul. Esto se debe a que durante el -empapado- rodaje de la primera película de Simon Pegg (Zombies Party), la productora Nira Park le preguntó si ya había pensado en su siguiente proyecto. Simon, harto de los retrasos debido a las lluvias, le respondió que quería rodar en algún lugar seco, donde no lloviera.

#### Todos son alienígenas
Ese mismo día, durante la comida, Simon le entregó un dibujo de un alienígena a la productora Nira Park, y en dicho dibujo había una frase que rezaba 'En Estados Unidos, todos son alienígenas'. Pegg le comentó a la productora que esa sería su siguiente película, un road movie con un extraterrestre; diciéndole que lo rodarían en el suroeste de Estados Unidos.

Sin embargo, la película sería pospuesta varios años más tarde.

### Manos a la obra

#### Luego deHot Fuzz
Luego de terminar Hot Fuzz, Park decide recordarle a Pegg la idea del alienígena, pidiéndole, incluso, que escribiera la primera escena, y así podrían hacerse una idea de la historia. A los diez minutos, Simon volvió con la escena y, según palabras de la productora, era fantástica. De este modo, la productora mandó una copia a Eric Fellner, de Working Title Films, una productora británica que había financiado los anteriores proyectos de Big Talk Pictures.

Para cuando la productora les dio el sí, y se comenzó a rodar la película, ya habían transcurrido seis años desde al advenimiento de la idea de Paul.

#### El viaje de Pegg y Frost
Antes de comenzar el proceso de escribir, ambos guionistas decidieron embarcarse en un viaje por el oeste estadounidense, partiendo desde Los Ángeles, California hasta Denver, Colorado, pasando por varios estados. No obstante, lo más irónico fue que se toparon con un tiempo horrible para viajar, con mucha nieve y temperaturas tan bajas que la batería de la autocaravana llegó a congelarse. Mas el viaje que se esperaban no fue el que tuvieron: Nick Frost reconoce que, en un primer momento, ambos pensaron en hacer el viaje en tres o cuatro días, pero en su primer día sólo lograron avanzar 450 kilómetros, de los 3.000 que suponía el viaje.

Los guionistas comentan que incluyeron algunas de sus experiencias en el guion. Como por ejemplo, el incidente con los dos tarados que tuvieron en un sitio llamado Litle A'Le'Inn los inspiró en el problema -que tienen Graeme y Clive- con dos chicos amenazantes en un lugar de comida rápida.

Inclusive, durante el viaje llevaron un busto de un extraterrestre, esculpido por un amigo de Pegg, a quien bautizaron Paul.

#### Proceso de escritura
De vuelta del viaje, los guionistas -y actores- vieron más de cincuenta películas de alienígenas y viajes. Luego de esto, Pegg debió marcharse a rodar Nueva York para principiantes, y es por esto que Frost se encerró durante dos semanas, en las cuales escribió 180 páginas. Cuando Simon regresó, ambos se pusieron a corregir lo escrito y reconstruyeron todo: se quedaron con lo bueno y desecharon lo malo; incluso podían debatir cada línea durante horas.

Pegg y Frost comentan que, en cierto modo, cada personaje de la película tiene algo de alienígena, lo que, según ellos, fue la clave de la escritura del guion. (...)La idea de que no siempre se está donde se debe estar, pero que uno se adapta al sitio que está.

### Construir a un extraterrestre
Paul está diseñado para parecerse al clásico extraterrestre que todos imaginamos, aunque también tiene rasgos humanos. El director buscaba crear un personaje que -además de pasar la mayor parte del tiempo de la película en la autocaravana- también tuviera la habilidad de hacer que el espectador lo quiera, pero a la vez lo irrite. Que se comportara como cualquier ser humano, sorprendente, emocional y complicado.

En primer lugar, se diseñó una versión digital del personaje; sin embargo, esta versión no acaba de convencer al director, por lo que, en una empresa de maquetas, un escultor diseñó a Paul en barro hasta que Mottola estuvo satisfecho. Greg Mottola explica que su idea era que Paul fuese el resultado evolutivo de los seres humanos dentro de mil millones de años, esto se debe a que, a medida que el cerebro aumenta de tamaño, no hace falta ser tan fuerte porque se dispone de una tecnología avanzada. Los cuerpos se vuelven pequeños y delgados.

Luego de saber cómo luciría Paul, se necesitaba tener su caracterización e interpretación. Entonces, Seth Rogen —quien presta su voz al personaje— fue grabado mientras interpretaba extraterrestre. Repitiendo las mismas escenas durante semanas, para así poder tener referencias de cómo debía moverse y expresarse el personaje. El actor reconoce que no quería que Paul tuviera la personalidad de un alienígena estereotipado, fue por eso que durante las capturas de movimientos exageró sus expresiones, como si estuviera borracho.
Posteriormente, el equipo decidió que se necesitaba el doble de Paul para referencias en la filmación; de este modo, Joe Lo Truglio -O'Reilly en la película-, aceptó encarnar al hombrecito verde. Y, mientras que Truglio fue el doble de interpretación, Cristophe Zajac-Denec fue su doble para las escenas de acción.

## Lanzamiento
En Reino Unido el tráiler fue lanzado el 18 de octubre del 2010. En este tráiler aparecen las canciones Just the Two of Us, de Grover Washington y Run With the Wolves, de The Prodigy. En el tráiler estadounidense, estuvieron It Came Out of the Sky, de Creedence Clearwater Revival, Human Rocket, de Devo y All Over the World, de Electric Light Orchestra.

La película se estrenó mundialmente en Londres, el 7 de febrero del 2011.

## Recepción
A partir de septiembre del 2011, la película ha recibido, más que todo, críticas positivas. Rotten Tomatoes da a la película una puntuación de 72% (sobre la base de 184 comentarios), con una puntuación media de 6,3 sobre 10; aunque no le fue tan bien en su página web, ya que entre los 36 "Top Critics" (en español Top en Críticos), anotó un 58% de comentarios positivos (21 comentarios positivos, 15 negativos).

| «[...]Más amplia y más accesible que Shaun of the dead o Hot Fuzz, Paul es Pegg y Frost puro [...] ingeniosa, atrevida y muy, muy divertida. Nunca volverán a ver E.T. de la misma manera otra vez.» Chris Hewitt (Revista Empire) | «[...]la película se desvía peligrosamente al alienar (sin doble sentido) a todos, siendo su principal audiencia geek; y [aunque] las referencias son más obvias para este grupo, nunca son suficientes como para hacer que la película no te haga reír. [...] [Un] triunfo de efectos visuales, con caracterización convincente y un humor de mal gusto.» Jordan Farley (Revista SFX) |

Sin embargo, Peter Bradshaw dio a la película  (dos estrellas sobre cinco), calificándola como "ridícula, una pieza de tonterías", que exhibe "autocomplaciencia" y que posee una "escasez de gags diferentes y reales". Del mismo modo, Nigel Andrews dio a la película  (sólo una estrella), calificando a Paul de "bullicioso y vacilante extraterrestre".

| «Pegg es agradable, como de costumbre; Frost más idiota de lo habitual, y Kristen Wiig es una atractiva conversión de fanática religiosa a chica cruda. [...] De vez en cuando, ideas inteligentes aparecen -como la idea de que Paul ha sido el cerebro detrás de toda la ciencia ficción e iniciativas de ovnis en los últimos 30 años, incluyendo Close Encounters of the Third Kind y The X-Files- pero vuelve pronto a la configuración por defecto de la película, con bromas de la cultura laddish y la convicción de que 'cabrón' siempre hace reír.» John Walsh (The Independent) | «Tonta comedia de ciencia ficción, que contiene sexo y humor con drogas.» Common Sense Media «Simon Pegg y Nick Frost dañaron todo, desde 'Star Wars' a 'E.T.' en esta comedia de ciencia ficción.» IGN |

Tras su lanzamiento en EE. UU., Rogert Ebert le dio a Paul una crítica agridulce de  (dos estrellas y media sobre cuatro), diciendo que "se tambalea al borde de ser realmente buena y se pierde en el camino. No estoy muy seguro de lo que va mal, pero se puede ver que podría haber salido muy bien".

«De manera genial, tonta y demográficamente como suena (saludando a todos los chicos y chicas fanáticos), "Paul" es, a la vez, una película de amigos y un clásico road movie estadounidense en sí mismo [...] descubrimos, intercalado con cubos de sorprendentes palabrotas (especialmente para un trabajo de un gran estudio), el fundamentalismo cristiano [...] La película tiene sus atractivos, en especial a los señores Pegg y Frost (y, por supuesto, al señor Bateman), cuyo dúctil (no computarizada) animada y abierta cara nació para la comedia [...] Paul prueba el eslabón débil. Uno de los problemas es que el señor Rogen, aunque cómicamente inclinado, ha estado sobreactuando, y había algo demasiado previsible y familiar en la voz que salía de ese cuerpo. Sin embargo, mientras que Paul parece un gran punto de vista conceptual, no es particularmente interesante o sorprendente, a pesar de lo divertido que podría haber sido su resumen de lo que ha estado haciendo en la tierra. Con onda y vocabulario, pantalones cortos y las malas hierbas, de juventud y sentimentalismo, Pau resulta no ser muy diferente a una gran cantidad de chicos que han causado estragos en las pantallas de la comedia estadounidense últimamente[...]
Manohla Dargis (The New York Times)

## Taquilla
Paul fue el número uno en la taquilla del Reino Unido en su primer fin de semana, superando a Gnomeo & Juliet

En Estados Unidos, Paul se estrenó en marzo del 2011 en el puesto número cinco, con 13.043.310 dólares, por detrás de Sin límites, Rango, Battle: Los Angeles y The Lincoln Lawyer. La película terminó de proyectarse después de 63 días en los cines, recaudando 37.412.945 dólares en el país, sólo un poco por debajo de sus 40 millones de dólares de presupuesto. Con la taquilla internacional, ascendió a 60 millones de dólares brutos, considerándose entonces un éxito.

## DVD
La película fue lanzada en DVD y Blu-ray en Reino Unido el 13 de junio del 2011 y en Estados Unidos el 9 de agosto del 2011. El DVD incluye un comentario de audio con el director Greg Mottola, las estrellas Simon Pegg, Nick Frost, Bill Hader y la productora Nira Park; dos cortometrajes, "Muecas de Simon", galerías de fotos, guiones, carteles y un blooper. El Blu-ray lanzado en EE. UU. cuenta con todos los suplementos del DVD, más nueve cortometrajes más y una copia digital.

## Banda sonora
Paul: Music From The Original Motion Pictures, fue lanzado el 21 de febrero del 2011 por Universal Music, con las siguientes pistas:

| N.º | Título                                                           | Duración |  |
| 1.  | «Paul Opening Title»                                             | 1:56     |  |
| 2.  | «Another Girl, Another Planet» (from The Only Ones, 1978)        | 3:00     |  |
| 3.  | «Road Trip Number 1»                                             | 0:57     |  |
| 4.  | «Just the Two of Us»                                             | 3:57     |  |
| 5.  | «Passport»                                                       | 1:18     |  |
| 6.  | «Road Trip Number 2»                                             | 1:34     |  |
| 7.  | «Flying Saucers Rock 'N' Roll» (single, 1957)                    | 2:02     |  |
| 8.  | «Window Shopping»                                                | 0:51     |  |
| 9.  | «Hello It's Me» (from Something/Anything?, 1972)                 | 4:20     |  |
| 10. | «End of the Road Trip»                                           | 1:38     |  |
| 11. | «Dancing in the Moonlight» (from Dancing In The Moonlight, 1973) | 2:56     |  |
| 12. | «Campfire Confession»                                            | 1:24     |  |
| 13. | «Got to Give It Up» (from Live at the London Palladium, 1977)    | 6:01     |  |
| 14. | «A Little Talk with Paul»                                        | 1:21     |  |
| 15. | «I Chase the Devil» (from War Ina Babylon, 1976)                 | 3:22     |  |
| 16. | «Chase»                                                          | 1:18     |  |
| 17. | «Cantina Band»                                                   | 3:42     |  |
| 18. | «You Gotta Try»                                                  | 2:51     |  |
| 19. | «1st Contact»                                                    | 1:17     |  |
| 20. | «Planet Claire» (from The B-52's, 1979)                          | 4:33     |  |
| 21. | «Goodbye (It's a Little Awkward)»                                | 4:42     |  |
| 22. | «All Over the World» (from Xanadu, 1980)                         | 4:05     |  |

## Posible secuela
Simon Pegg ha declarado querer hacer una secuela de Paul.